# Morocco Tennis Tour - Meknes 2008
Il Morocco Tennis Tour - Meknes 2008 è stato un torneo di tennis facente parte della categoria ATP Challenger Series nell'ambito dell'ATP Challenger Series 2008. Il torneo si è giocato a Meknès in Marocco dal 17 al 23 marzo 2008 su campi in terra rossa e aveva un montepremi di €30 000+H.

## Vincitori

### Singolare
Iván Navarro ha battuto in finale  Jiří Vaněk con il punteggio di 6–4 6–4

### Doppio
Alberto Martín /  Daniel Muñoz de la Nava hanno battuto in finale  Michail Elgin /  Jurij Ščukin con il punteggio di 6–4 6(2)–7 [10–6]